# 고사카 다이마오
고사카 다이마오(일본어: 古坂大魔王, 1973년 7월 17일 ~ )는 일본의 희극인으로, 본명은 고사카 가즈히토(일본어: 古坂和仁)이다. 소코누케 AIR-LINE의 일원으로 활동하기도 했다.

## 피코타로
피코타로(ピコ太郎, 1963년 7월 17일 ~ )는 고사카가 분장한 캐릭터이다. 2016년, 유튜브에 피코타로라는 이름으로 올린 동영상 "Pen-Pineapple-Apple-Pen"이 인기를 끌게 되었다.